# Park Il-gyu
Park Il-gyu (escritura hanja :(朴 一圭); Saitama, Japón, 22 de diciembre de 1989) es un futbolista surcoreano que juega como portero en el Yokohama F. Marinos de la J1 League.

## Carrera
Se transfirió al FC Ryukyu el 2016, contribuyó al título de J3 en 2018 y obteniendo el ascenso a J2, además fue elegido en el 11 ideal de la J3 2018.
El 18 de diciembre de 2018, se anunció la transferencia al Yokohama F. Marinos.

## Clubes
| Club                | País  | Año       |
| ------------------- | ----- | --------- |
| Fujieda MYFC        | Japón | 2012      |
| FC Korea            | Japón | 2013      |
| Fujieda MYFC        | Japón | 2014-2015 |
| F. C. Ryukyu        | Japón | 2016-2018 |
| Yokohama F. Marinos | Japón | 2019-2020 |
| Sagan Tosu (cedido) | Japón | 2020      |
| Sagan Tosu          | Japón | 2021-2024 |
| Yokohama F. Marinos | Japón | 2025-     |